# Sitzender Knabe (München SL 238)

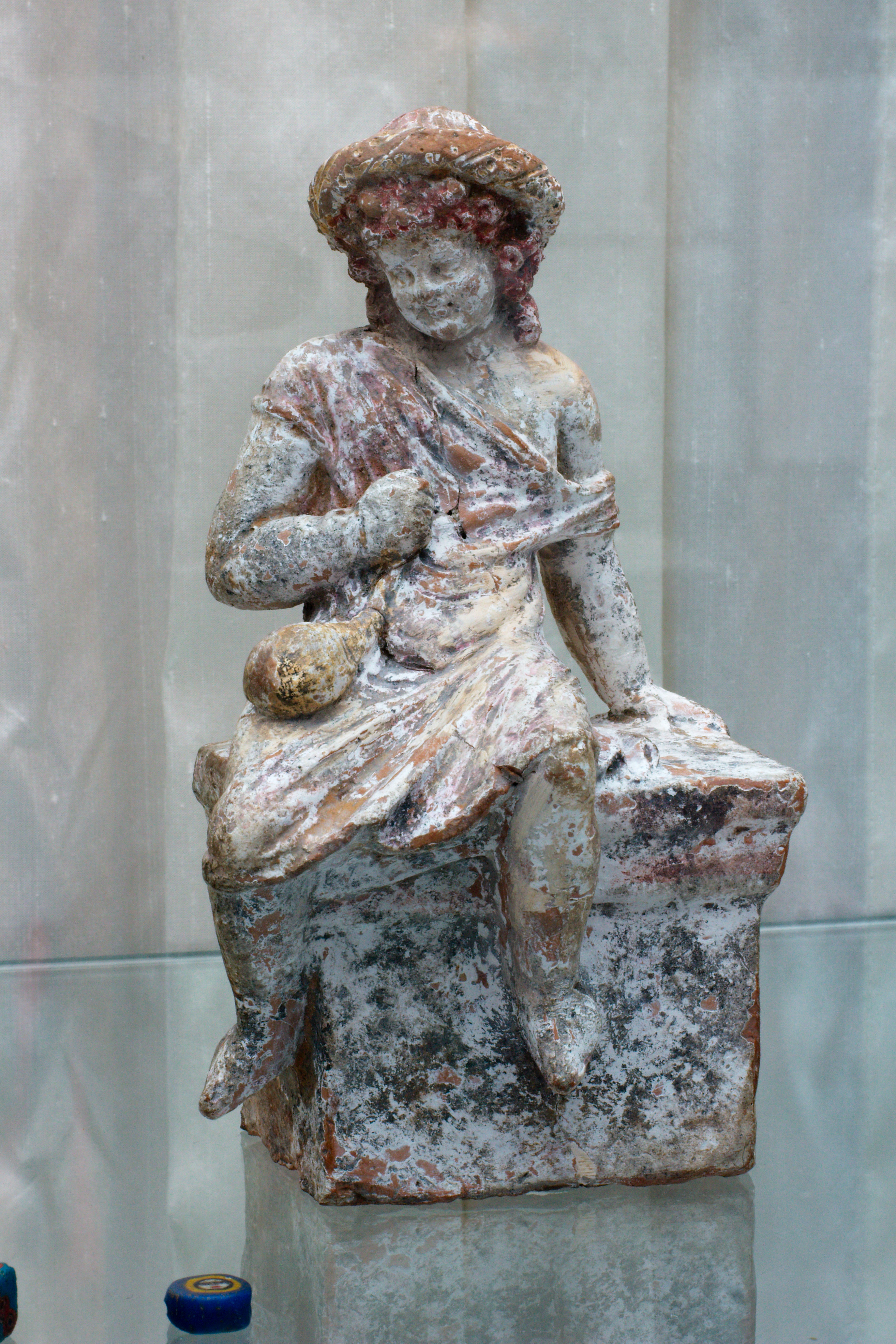
Sitzender Knabe

Der Sitzende Knabe ist eine Statuette aus Terrakotta in den Staatlichen Antikensammlungen in München mit der Inventarnummer SL 238, ehemals in der Sammlung von James Loeb. Ihre Entstehung in Böotien wird um 340–310 v. Chr. datiert.
Die Statuette war zerbrochen und wurde wieder zusammengesetzt, wovon einige Schäden herrühren. Die kleine Figur stellt einen Jungen dar, der auf der Ecke eines erhöhten, oben profilierten Postaments sitzt. Er trägt ein Gewand (mit rosa Farbspuren), ein ärmelloses Untergewand und eine Wulstbinde im langen, rot gefärbten Lockenhaar. Er stützt sich mit der linken Hand auf das Postament, wodurch das einseitig herabgeglittene Untergewand die linke Schulter unbedeckt lässt. In der rechten Hand hält er einen mit Astragalen gefüllten Beutel. Der Junge sieht also lächelnd dem Würfelspiel seiner Kameraden zu.
Die aus braunem Ton gebrannte Statuette ist 16 cm hoch und stammt aus Griechenland.
Der Typ dieser Statuette wird häufig, allerdings mit kleinen Variationen angetroffen.